# Ludwig Wachtel
Ludwig Wachtel (* um 1876; † Ende Juni 1954 in London) war ein deutscher Chefredakteur in Berlin und Journalist in Norwegen und London.

## Leben
Ludwig Wachtel stammte aus einer jüdischen Familie. Seit etwa 1910 schrieb er für Zeitungen des Ullstein Verlages. Er wurde zunächst Chefredakteur der Berliner Abendpost, dann Korrespondent in Skandinavien. In den frühen 1920er Jahren berichtete er für die Vossische Zeitung aus London.
Seit etwa 1930 war Ludwig Wachtel verantwortlicher Redakteur der beliebten Wochenzeitung Die Grüne Post. 1932 veröffentlichte er mindestens einen Artikel in der norwegischen Zeitung Tidens Tegn. 1933 musste er den Ullstein Verlag wegen seiner jüdischen Herkunft verlassen.
1935 emigrierte Wachtel nach London und blieb dort bis zu seinem Lebensende. Seit 1952 schrieb er Artikel für die  Berliner Morgenpost des wiedergegründeten Ullstein Verlages aus London.

## Publikationen
Ludwig Wachtel verfasste zahlreiche Artikel für Zeitungen des Ullstein Verlages. Außerdem übersetzte er ein norwegisches Buch und veröffentlichte mindestens einen Reisebericht.
- Roald Amundsen: Die Jagd nach dem Nordpol. Mit dem Flugzeug zum 88. Breitengrad. Autorisierte Übersetzung von Ludwig Wachtel, Ullstein, Berlin 1925
- Das Land der 1000 Wunder, norwegische Reiseeindrücke